# Agulla unicolor
Agulla unicolor là một loài côn trùng trong họ Raphidiidae thuộc bộ Raphidioptera. Loài này được Carpenter miêu tả năm 1936.